# Полозаозерское сельское поселение
Полозаозерское се́льское поселе́ние — муниципальное образование в Бердюжском районе Тюменской области Российской Федерации.
Административный центр — село Полозаозерье.

## История
Статус и границы сельского поселения установлены Законом Тюменской области от 5 ноября 2004 года № 263 «Об установлении границ муниципальных образований Тюменской области и наделении их статусом муниципального района, городского округа и сельского поселения».

## Население
| 2010 | 2011 | 2012 | 2013 | 2014 | 2015 | 2016 |
| ---- | ---- | ---- | ---- | ---- | ---- | ---- |
| 733  | ↘731 | ↘718 | ↘715 | ↘692 | ↘684 | ↘678 |
| 2017 | 2018 | 2019 | 2020 | 2021 | 2023 |      |
| ↘657 | ↘642 | ↘641 | ↗651 | ↘633 | ↘606 |      |

## Состав сельского поселения
| № | Населённый пункт | Тип населённого пункта       | Население |
| - | ---------------- | ---------------------------- | --------- |
| 1 | Кутырева         | деревня                      | 248       |
| 2 | Полозаозерье     | село, административный центр | 485       |